# Verbascum spurium
Verbascum spurium är en flenörtsväxtart som beskrevs av Johann Friedrich Wilhelm Koch. Verbascum spurium ingår i släktet kungsljus, och familjen flenörtsväxter. Inga underarter finns listade i Catalogue of Life.